# 22. listopada
22. listopada (22. 10.) 295. je dan godine po gregorijanskom kalendaru (296. u prijestupnoj godini).
Do kraja godine ima još 70 dana.

## Događaji
- 1878. – Osnovana Domoljubna zadruga za pomoć stradalnicima u Zadru. Ovaj se datum uzima kao dan osnivanja Crvenog križa u Hrvatskoj.
- 1938. – Službenik u američkom patentnom uredu Chester Carlson izumio je fotokopiranje.
- 1957. – François Duvalier postao predsjednik Haitija.
- 1962. – Američki predsjednik Kennedy javno je potvrdio da SSSR ima rakete na Kubi i najavio blokadu otoka. Kubanska kriza bila je vrhunac hladnog rata.
- 1978. – Karol Józef Wojtyła održao prvu misu kao papa.
- 1991. – Utemeljena 128. brigada HV, Rijeka.
- 1992. – Započela vojna Operacija Vlaštica u dubrovačkom zaleđu.
- 2014. – MOO primio Kosovo u privremeno članstvo.[1][2]

| - 1811. – Franz Liszt, austrijski skladatelj mađarskog porijekla († 1886.) - 1918. – Leconte de Lisle, francuski pjesnik († 1894.) - 1844. – Sarah Bernhardt, francuska glumica († 1923.) - 1870. – Ivan Aleksejevič Bunin, ruski književnik († 1953.) - 1891. – Ernst Öpik, estonski astronom i astrofizičar († 1985.) - 1899. – Juraj Plančić, hrvatski slikar († 1930.) - 1899. – Andrija Hebrang (otac), hrvatski političar i komunist († 1949. (?)) - 1919. – Doris Lessing, engleska književnica i nobelovka - 1920. – Timothy Leary, američki pisac i psiholog († 1996.) - 1932. – Ivan Jurić, hrvatski povjesničar († 2021.) - 1941. – Tonko Maroević, hrvatski pjesnik, književnik i akademik († 2020.) - 1943. – Catherine Deneuve, francuska filmska glumica - 1946. – Karino Hromin Sturm, hrvatski ekonomist, diplomat - 1947. – Nino Škrabe, hrvatski dramatičar i publicist - 1955. – Bill Condon, američki filmski redatelj i scenarist - 1964. – Dražen Petrović, hrvatska košarkaška legenda († 1993.) - 1970. – Javier Milei, argentinski predsjednik - 1978. – Alan Hržica, hrvatski glazbenik - 1978. – Chaswe Nsofwa, zambijski nogometaš († 2007.) - 1992. – 21 Savage, američki reper - 1993. – Charalambos Lykogiannis, grčki nogometaš | - 741. Karlo Martel, franački majordom i vojskovođa (* 688.) - 1906. – Paul Cézanne, francuski slikar (* 1839.) - 1927. – Borisav "Bora" Stanković, srpski književnik (* 1876.) - 1935. – Edward Carson, irski politiar i pravnik (* 1854.) - 1968. – Vladimir Turina, hrvatski arhitekt (* 1913.) - 1973. – Pablo Casals, španjolski violočelist, dirigent i skladatelj (* 1875.) - 1986. – Albert Szent-Györgyi, mađarski znanstvenik i nobelovac (* 1893.) - 1990. – Louis Althusser, francuski filozof i sociolog (* 1918.) - 1993. – Innes Ireland, britanski vozač automobilističkih utrka (* 1930.) - 1998. – Marija Aleksić, hrvatska kazališna, televizijska i filmska glumica (* 1923.) - 2002. – Richard Helms, direktor CIA-e (* 1913.) |

## Blagdani i spomendani
- Abercije
- Dan svjesnosti o mucanju u Hrvatskoj
- Ivan Pavao II.